# کنفیلد (اوهایو)
کنفیلد(به انگلیسی: Canfield) شهری در ایالت اوهایو کشور ایالات متحده آمریکا است که جمعیت آن در سرشماری سال ۲۰۱۰ میلادی، ۷٬۵۱۵ نفر بوده‌است.